# Juan Gorostiaga
Juan Gorostiaga Bilbao, né le 30 mars 1905 et mort le 7 juin 1988 à Bilbao, est un écrivain et académicien basque espagnol de langue espagnole.
Juan Gorostiaga étudie à l'université pontificale de Comillas, et à l'Institut biblique pontificale de Rome. Docteur en philosophie et en théologie, licencié en lettre, il est aussi membre de la Société de linguistique de Paris. 
Membre de l'Académie de la langue basque, ses ouvrages principaux sont en 1952 Epica y Lirica Vizcaina antigua, en 1953 Historia de la anteiglesia de Guecho et Antología de poesía popular vasca en 1955.
Juan Gorostiaga collabore dans plusieurs revues telles que Euskera et la Revue Internationale des Études Basques. Il est mort en 1988.

## liens externes
- (eu) Juan Gorostiaga Bilbao